# تقزم جزيري

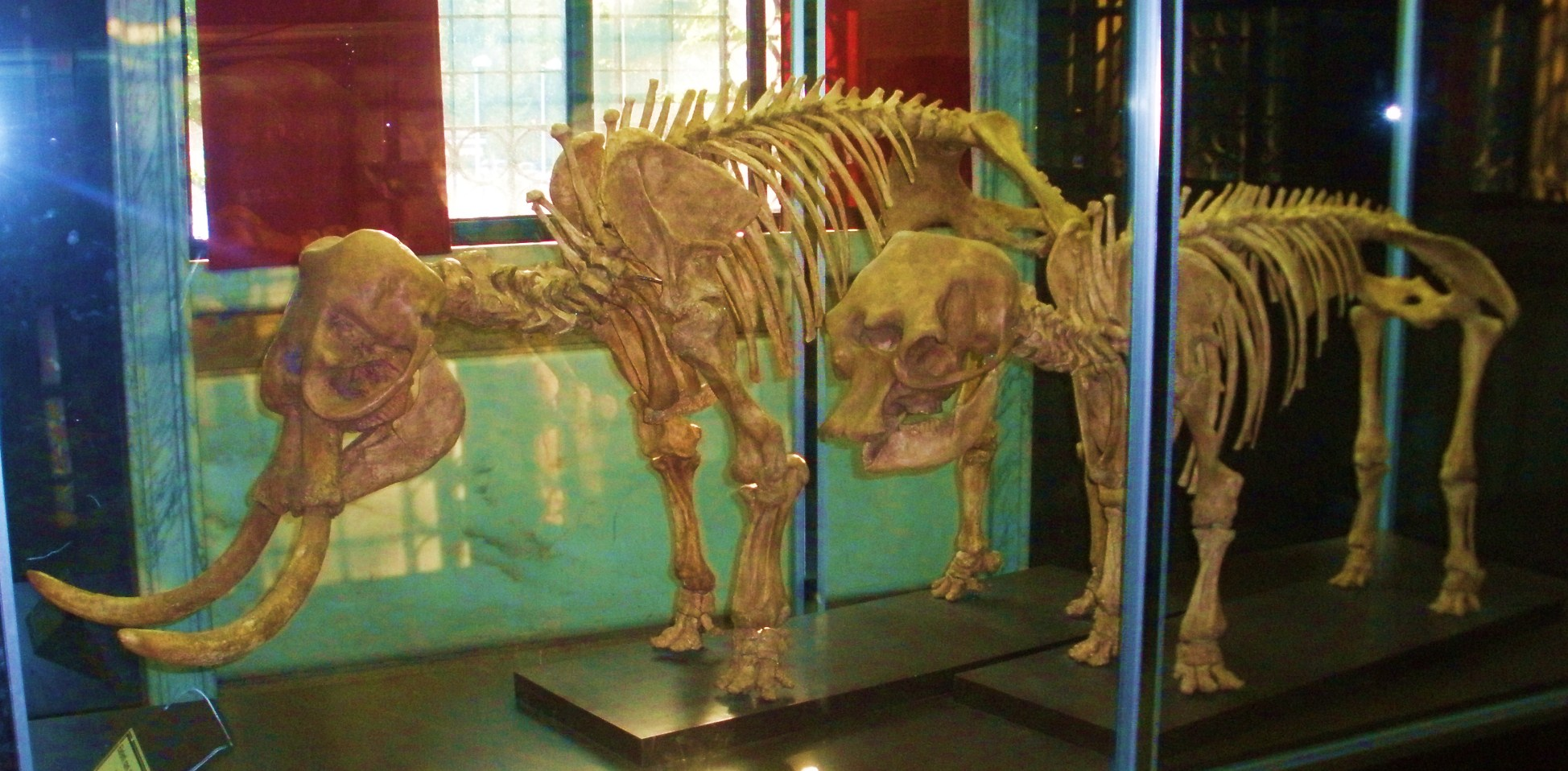
هياكل عظمية لنوع الفيلة المُنقرض Palaeoloxodon falconeri في مالطا، أصغر أنواع الفيل المعروفة. بلغ قياس ارتفاع الكتف للذكور مترًا واحدًا ووزنها حوالي 305 كجم. كانت الإناث أصغر.

تقزّم جَزِيْرِيَّ أو تقزّم معزول وهو شكل من أشكال التقزّم النمطي، وعملية تطوّر للحيوانات الكبيرة وحالتها، يقتصر نطاق مسكنها على بيئة صغيرة، في المقام الأول بيئة الجُزُر. تختلف هذه العملية الطبيعية عن الإيجاد المُتعمّد لسُلالات قزميّة والتي تسمى التقزّم. حدثت هذه العملية عدة مرات خلال التاريخ التطوري، مع أمثلة منها الديناصورات، كالأنواع: Europasaurus و Magyarosaurus dacus ، والحيوانات الحديثة كالفيلة وأقاربها. هذه العملية، وغيرها من القطع الأثرية «لعلم الوراثة الجزرية»، ليست فقط في الجزر، لكن في حالات أخرى يكون فيها النظام البيئي معزولًا عن الموارد الخارجية والتكاثر. كما يمكن أن يشمل ذلك الكهوف والواحات الصحراوية والوديان والجبال المعزولة («جزر السماء»).  يُعد التقزّم الجزيرِي أحد جوانب "تأثير الجزيرة" الأكثر عمومية أو "قاعدة فوستر" ، والتي تفترض أنه عندما تستعمر حيوانات البر الرئيسي للجُزُر، تميل الأنواع الصغيرة إلى تطوير أجسام أكبر (عملقة جزيرية)، وتميل الأنواع الكبيرة إلى تطوير أجسام أصغر. هذا في حد ذاته أحد جوانب مُتلازمة الجزيرة، الذي تصف الاختلافات في التشكل والبيئة وعلم وظائف الأعضاء والسلوك للأنواع المعزولة مُقارنة بنظيراتها القارية.

## الأسباب المُحتملة

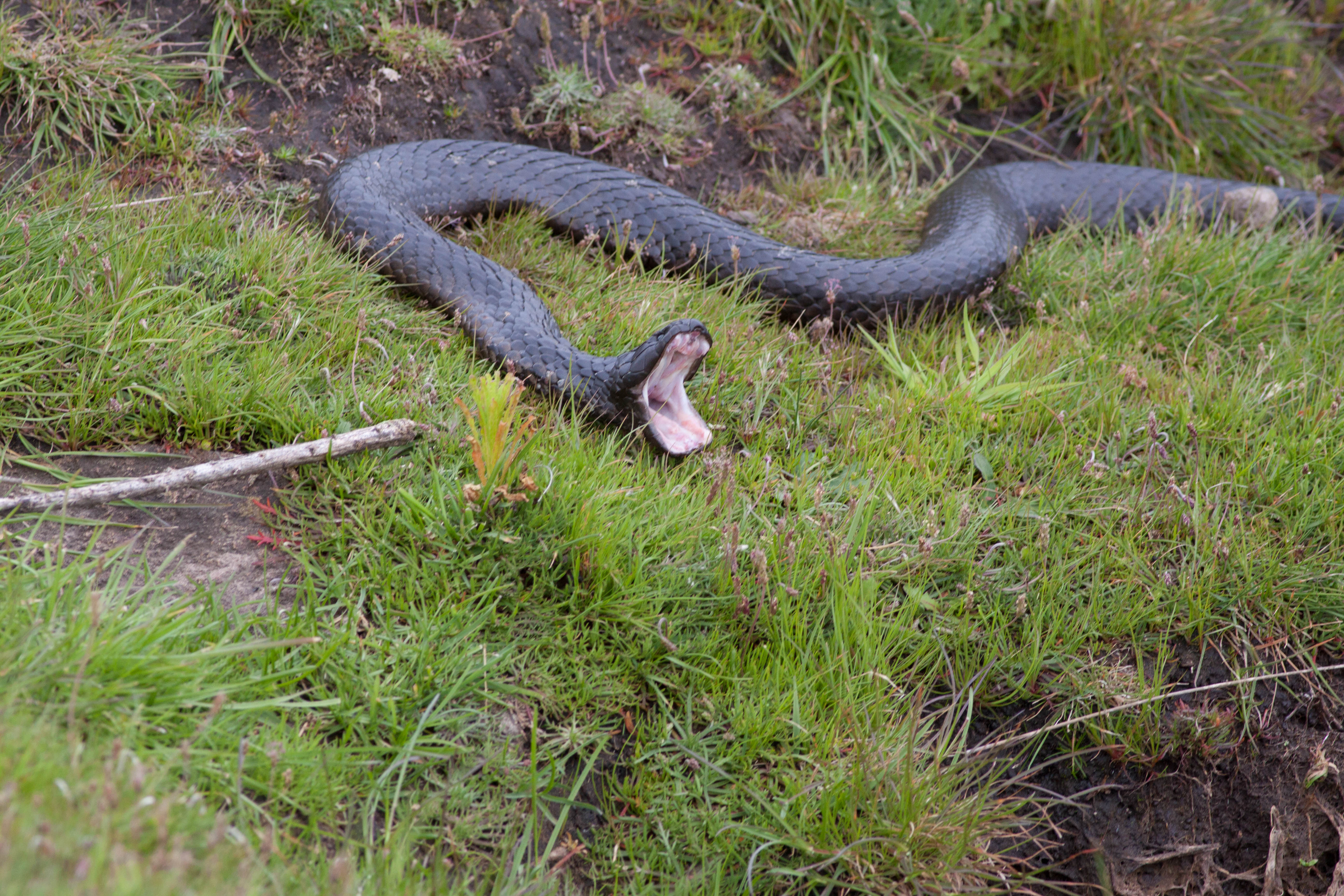
ثعبان النمر التسماني

هناك العديد من التفسيرات المُقترحة للآلية التي تنتج مثل هذا التقزّم. 
الأول هو عملية انتقائية؛ حيث تعيش الحيوانات الصغيرة المُحاصرة في الجزيرة فقط، حيث ينخفض الطعام بشكل دوريّ إلى مستوى محدود. ومن المُرجّح أن تحتاج الحيوانات الأصغر حجمًا إلى موارد أقل وأراضِِ أصغر، فبالتالي يسمح انخفاض عدد السكان بتجديد مصادر الغذاء بما يفي لبقاء الناجين. والحجم الأصغر مُفيد أيضًا من وجهة نظر الإنجاب، لأنه يستلزم فترات حمل وأوقات جيل أقصر.
في المناطق الاستوائية، يجعل الحجم الصغير تنظيمها الحراري أسهل. 
من بين الحيوانات العاشبة، يمنح الحجم الكبير مزايا في التعامل مع كل من المنافسين والحيوانات المفترسة، لذا فإن تقليل أو عدم وجود أي منهما سيُسهّل التقزّم؛ كما يبدو أن المنافسة هي العامل الأكثر أهمية.
في الحيوانات آكلة اللحوم، فأنهُ يُعتقد بأن العامل الرئيسي هو حجم الفرائس وتوافرها، والمُنافسة تكون أقل أهمية. في ثعابين النمر، يحدث تقزّم جزيرِي في الجُزُر التي تقطنها، حيث يُقتصر على الفريسة المتاحة أن تكون أقل حجماً، وهي أصغر مما تأخذه ثعابين البر الرئيسي. نظرًا لأن تفضيل حجم الفريسة لدى الثعابين يتناسب مع حجم أجسامهم، فقد تكون الأفاعي الصغيرة أكثر تكيفًا لأخذ الفريسة الصغيرة.

## التقزّم والعملقة
العملية العكسية؛ تتكاثر فيها الحيوانات الصغيرة في الجُزُر المعزولة التي تفتقر إلى حيوانات مُفترسة ذات كتل كبيرة في اليابسة، وقد يؤدي ذلك لزيادةٌ أكبر بكثير من حجمها المُعتاد، وهي ما تُسمى بالعملقة الجزيرية. وخير مثال على ذلك هو طائر الدودو، حيث كان أسلافه من الحمام ذي الحجم الطبيعي. هناك أيضًا العديد من أنواع الفئران العملاقة، التي لا تزال أحدها موجودًا، والتي تعايشت مع كل من إنسان فلوريس والستيغودون القزمي في فلوريس.
يمكن أن تحدُث عملية تقزّم جزيرِية بسرعة نسبية وفقًا لمعايير تطورية. هذا على النقيض من الزيادات في الحد الأقصى لحجم الجسم، والتي تكون أكثر تدريجيًا. بالوضع الطبيعي مع طول الجيل، وجد أن الحد الأقصى لمُعدل انخفاض كتلة الجسم لدى الثدييات أثناء التقزم الجزيرِي يزيد 30 مرة عن الحد الأقصى لمعدل زيادة كتلة الجسم لكي تتغير بعشرة أضعاف. يُعتقد أن هذا التفاوت يعكس حقيقة أن تعدد الأشكال يوفر طريقًا سهلًا نسبيًا لتطوير حجم الجسم البالغ الأصغر؛ من ناحية أخرى، من المحتمل أن يتوقف تطور الحجم الأقصى للجسم الأكبر عن طريق ظهور سلسلة من القيود التي يجب التغلب عليها من خلال الابتكارات التطورية قبل أن تستمر العملية. 

## العوامل المؤثرة في حجم التقزّم
بالنسبة لكل من الحيوانات العاشبة والحيوانات آكلة اللحوم، يبدو أن حجم الجزيرة ودرجة انعزالها وحجم الأنواع القارية الموروثة عن الأجداد ليست ذات أهمية مباشرة كبيرة لدرجة التقزم. ومع ذلك، عند النظر فقط في كتل الجسم للحيوانات العاشبة والحيوانات آكلة اللحوم الحديثة، بما في ذلك البيانات كل من كتل اليابسة القارية والجزرية، وجد أن كتل الجسم لأكبر الأنواع في كتلة اليابسة تتناسب مع حجم كتلة الأرض، مع منحدرات تبلغ حوالي 0.5 لوغاريتمات (كتلة الجسم / كجم) لكل لوغاريتم (مساحة الأرض / كم 2). كانت هناك خطوط انحدار مُنفصلة للحيوانات المفترسة العلوية الماصة للحرارة، والحيوانات المُفترسة العلوية خارجية الحرارة، والحيوانات العاشبة العلوية الماصة للحرارة و (على أساس بيانات محدودة) العواشب العلوية الخارجة للحرارة، مثل أن تناول الطعام كان أعلى من 7 إلى 24 ضعفًا للحيوانات العاشبة مقارنة بالحيوانات المفترسة العليا، وتقريبًا نفس الشيء بالنسبة للامتصاص الحراري وخارجية الحرارة من نفس المستوى الغذائي (وهذا يؤدي إلى أن تكون الحرارة الخارجية أثقل من 5 إلى 16 مرة من ماصات الحرارة المقابلة). 

## أمثلة

### ديناصورات غير طائرة

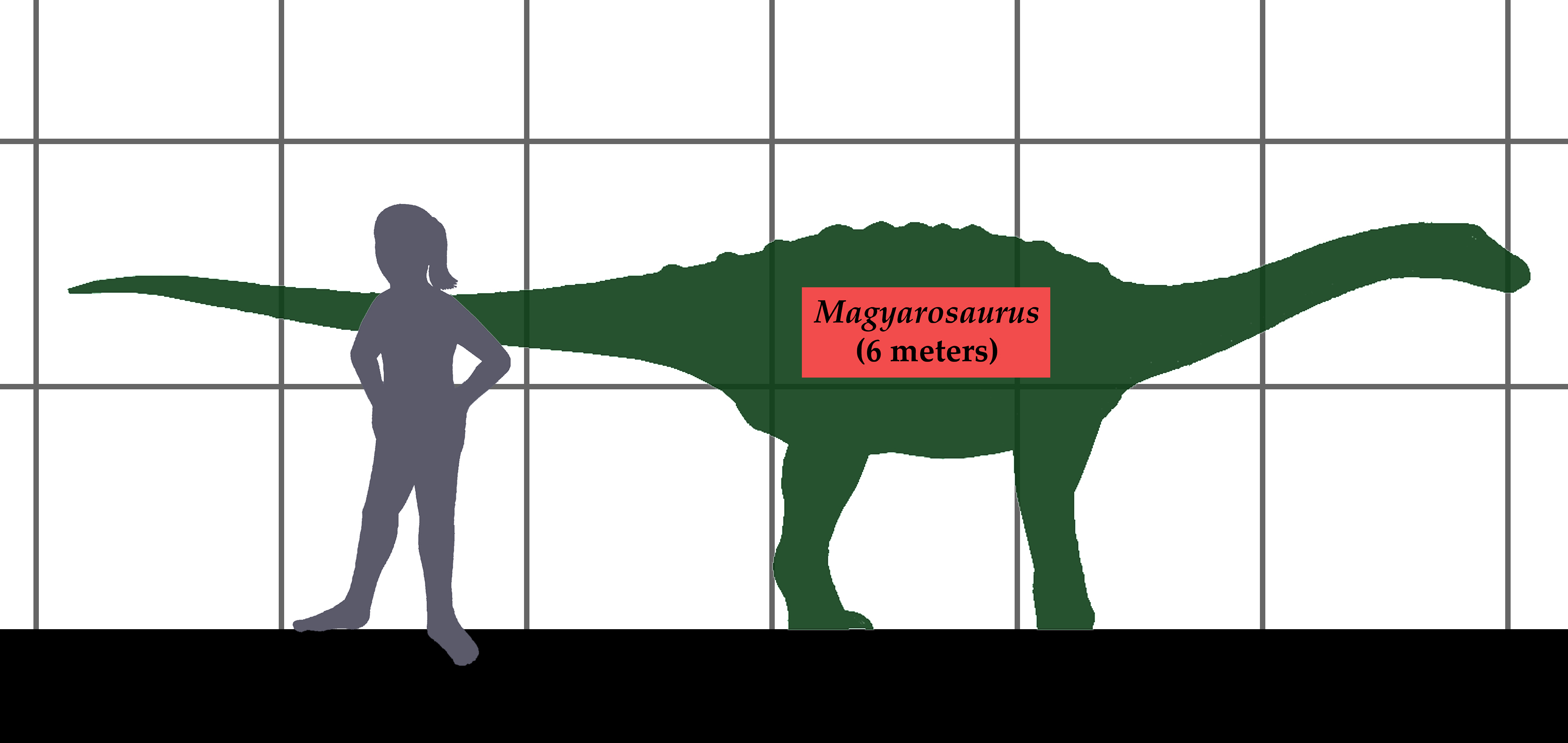
نوع Magyarosaurus من سحليات الأرجل كان من أصغر أنواع الصراعيد: كان طوله حوالي 6 أمتار، أي أن طول جسمه (باستثناء طول العنق والذيل) كان مساويًا تقريبًا لطول جسم الحصان الحديث (بينما كانت كتلة أشقائها - ديبلودوكس وسزموصورات - تصل إلى 80-140 طنًا ويصل طول الجسم إلى 30-50 مترًا)

نشأ الاعتراف بأن التقزّم الجزيرِي يمكن أن ينطبق على الديناصورات من خلال عمل فيرينك نوبكسا، وهو أرستقراطي مجري المولد ومغامر وباحث وعالم حفريات. درس نوبكسا ديناصورات ترانسيلفانيا بشكل مكثف، ولاحظ أنها كانت أصغر من أبناء عمومتها في أي مكان آخر من العالم. على سبيل المثال، اكتشف الصَرَاعِيد التي يبلغ طولها ستة أمتار، وهي مجموعة من الديناصورات التي نمت في أماكن أخرى إلى 30 مترًا أو أكثر. استنتج نوبكسا أن المنطقة التي تم العثور فيها على بقايا ديناصورات كانت جزيرية، في جزيرة هاتيج (الآن حوض هاتيج أو هاتزغ في رومانيا) خلال حقبة الحياة الوسطى.  تم قبول اقتراح نوبكسا لتقزم الديناصورات في جزيرة هاتيج على نطاق واسع اليوم بعد أن أكدت المزيد من الأبحاث أن البقايا التي تم العثور عليها ليست من الأحداث.
بالإضافة إلى ذلك، تم وصف جنس بالور في البداية على أنه درومايوصوريات بحجم فيلوسيرابتور (ونتيجة لذلك هو مثال مشكوك فيه على التقزم الجزيري)، ولكن منذ ذلك الحين أعيد تصنيفه على أنه طائر ساق لا يطير بشكل ثانوي، أقرب إلى الطيور الحديثة من طائر جيهول (وبالتالي هو مثال واقع من العملقة الجزيرية).

### طيور
| مثال محتمل      | الاسم الثنائي / العلمي | النطاق الأصلي | حالة                    | قريب قاري       |
| --------------- | ---------------------- | ------------- | ----------------------- | --------------- |
| أبو منجل هاوائي | Apteribis glenos       | مولوكاي       | مُنقرض (الرباعي المُتأخر) | أبو منجل أمريكي |
| أبو منجل هاوائي | Apteribis brevis       | ماوي (جزيرة)  | مُنقرض (الرباعي المُتأخر) | أبو منجل أمريكي |
| دُرّاس كوزوميل    | Toxostoma gluttatum    | كوزوميل       | مُهدد الأنقراض الأقصى    | دراسات أخرى     |

### حيوانات
| مثال محتمل         | الاسم الثنائي / العلمي          | النطاق الأصلي              | حالة                           | قريب قاري             |
| ------------------ | ------------------------------- | -------------------------- | ------------------------------ | --------------------- |
| كولبس أحمر زنجباري | Piliocolobus kirkii             | أنغوجا                     | مُهدد بالانقراض                 | كولبس أحمر أوزونغواني |
| ذئب ياباني         | Canis lupus hodophilax          | اليابان (باستثناء هوكايدو) | مُنقرض (1905 م)                 | ذئب رمادي             |
| نمر زنجباري        | Panthera pardus pardus          | أنغوجا                     | مهدد بالانقراض الأقصى أو مُنقرض | نمر إفريقي            |
| راكون كوزوميل      | Procyon pygmaeus                | كوزوميل                    | مهدد بالانقراض الأقصى          | راكون شائع            |
| أيل فلوريدا كيز    | Odocoileus virginianus clavium  | فلوريدا كيز                | مُهدد بالانقراض                 | أيل أبيض الذيل        |
| رنة سفالبارد       | Rangifer tarandus platyrhynchus | سفالبارد                   | مهدد انقراض الأدنى             | رنة                   |
| أيل فلبيني         | Rusa marianna                   | الفلبين                    | مهدد انقراض الأدنى             | أيل الصمبر            |

### نباتات
| مثال محتمل         | الاسم الثنائي / العلمي | النطاق الأصلي                                                  | حالة          | قريب قاري               |
| ------------------ | ---------------------- | -------------------------------------------------------------- | ------------- | ----------------------- |
| صبار الفيل الجزيرِي | Pachycereus pringlei   | الجزر النائية في بحر كورتس (سانتا كروز، جزيرة سان بيدرو مارتر) | لم يتم تقييمه | صبار الفيل البر الرئيسى |

## أنظر أيضا
- عملقة جزيرية
- انقراض الرباعي

## روابط خارجية
- عالم غريب من الأنواع الجزرية 31 أكتوبر 2004 المراقب